# Voden (Plovdiv)
Voden (Bulgaars: Воден) is een dorp in Bulgarije. Het dorp is gelegen in de gemeente Parvomaï, oblast Plovdiv. Het dorp ligt hemelsbreed ongeveer 49 km ten zuidoosten van Plovdiv en 181 km ten zuidoosten van de hoofdstad Sofia. 

## Bevolking
Op 31 december 2020 telde het dorp Voden 572 inwoners. Het aantal inwoners vertoont al enkele jaren een langzaam maar geleidelijk dalende trend: in 1992 had het dorp nog 692 inwoners.
| Bevolkingsontwikkeling tussen 1934 en 2020          |
| --------------------------------------------------- |
|                                                     |
| Bron: Nationaal Statistisch Instituut van Bulgarije |

Het dorp wordt nagenoeg uitsluitend bewoond door etnische Turken. In de volkstelling van 2011 identificeerden 568 van de 573 ondervraagden zichzelf met de "Turkse etniciteit". 
| Etnische samenstelling van de respondenten (2011) | Etnische samenstelling van de respondenten (2011) | Etnische samenstelling van de respondenten (2011) | Etnische samenstelling van de respondenten (2011) | Etnische samenstelling van de respondenten (2011) |
| ------------------------------------------------- | ------------------------------------------------- | ------------------------------------------------- | ------------------------------------------------- | ------------------------------------------------- |
|                                                   |                                                   |                                                   |                                                   |                                                   |
| Bulgaren                                          | Bulgaren                                          |                                                   | 0,5%                                              | 0,5%                                              |
| Turken                                            | Turken                                            |                                                   | 99,1%                                             | 99,1%                                             |
| Roma                                              | Roma                                              |                                                   | 0,0%                                              | 0,0%                                              |
| Anders/Onbekend                                   | Anders/Onbekend                                   |                                                   | 0,4%                                              | 0,4%                                              |